# KBTBD4
KBTBD4 (Kelch Repeat and BTB Domain-Containg protein 4) és una proteïna humana de regulació cel·lular que es troba codificada al cromosoma 6 pel gen KBTBD4. Pertany a la família de les proteïnes KBTB, caracteritzades per presentar diverses repeticions dels dominis Kelch i BTB, present a l'extrem N-terminal.
La proteïna KBTBD4 participa en diverses funcions com la resposta davant l'estrès cel·lular, la regulació del cicle cel·lular i de l'homeòstasi. Tot i això, es caracteritza principalment per exercir un paper especialment important en la regulació del complex ligasa d'ubiqüitina E3 BCR, que s'adreça als components de complexos missatgers per a la degradació proteasòmica.
Tot i que encara es troba en investigació, a causa de la seva funció reguladora del sistema de degradació de proteïnes mal plegades, la seva mutació o disfuncionalitat pot estar implicada en l’aparició de diverses malalties neurodegeneratives, cardiovasculars o cancerígenes. Els seus efectes més definits es troben encara en estudi, però els resultats positius d'altres proteïnes que també presenten el domini BTB, senyalen la KBTBD4 com una possible causa de l’aparició de malalties relacionades amb l’acumulació de proteïnes no funcionals.

## Síntesi
La síntesi de KBTBD4 inicia al nucli amb la transcripció del gen KBTBD4, present al cromosoma 6 dels humans, i es tracta d’un procés biològic que involucra la transcripció del gen KBTBD4 a un ARNm complementari, que es traslladarà al citosol per la seva posterior traducció (als ribosomes) que permetra la síntesi i correcta formació de la proteïna KBTBD4. La correcta síntesi de la seqüència d’aminoàcids que forma KBTBD4 premetrà la posterior formació dels seus dominis funcionals i estructura terciària, la qual li permetrà realitzar la seva funció implicada en la regulació de diversos processos cel·lulars de gran interès. L’expressió del gen KBTBD4 és regulada per diversos factors de transcripció que s'encarreguen de activar o inhibir la seva expressió segons les necessitats cel·lulars.
Gen KBTBD4
El gen KBTBD4 es troba present al cromosoma 6 del genoma humà. Més específicament, es troba a la regió 6p21.2 del gen i, per aquest motiu, forma part d’una familia de gens codificants de proteïnes implicades en diversos processos cel·lulars com els mecanismes d’ubiqüitinització. Es caracteritza per contenir un exó de molt llarg (aproximadament d’unes 36 kilobases) que codifica la síntesi dels dominis funcionals de la proteïna KBTBD4, els quals són crucials per la funcionalitat d’aquesta. La seva complexa regulació és un aspecte molt important, ja que la seva inhibició desregulada pot afavorir  l’aparició de diverses malalties relacionades amb l’acumulació de proteïnes que haurien de ser degradades.

## Estructura

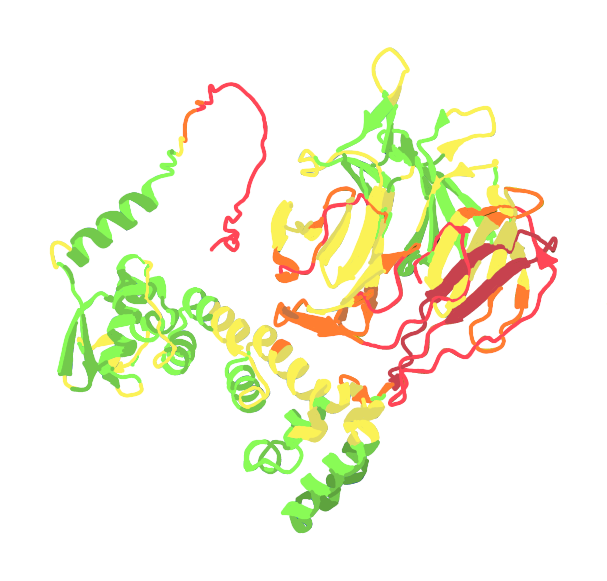
Dibuix de l’estructura tridimensional de KBTBD4

KBTBD4 és una proteïna formada per una cadena d’uns 600 aminoàcids altament conservada, a causa dels dominis que presenta i la seva importància funcional. La seva estructura es caracteritza per la presència de diversos dominis proteics funcionals que permeten la seva interacció amb altres proteïnes o molècules i el control de processos cel·lulars claus.

#### Dominis kelch
L'estructura de la proteïna KBTBD4 es caracteritza per la presència de múltiples repeticions del domini Kelch. Les repeticions de Kelch són dominis altament conservats, formats per un seguit de 50-60 aminoàcids i que presenten diverses reproduccions de la mateixa seqüència característica, fet que li proporcionen una conformació de làmina beta antiparal·lela formada per 4 fils quan la proteïna es plega, formant una estructura de beta-sandwich. És una clase de domini subproteic, que es troba present en una àmplia varietat de proteïnes de les cèl·lules eucariotes i varen ser descoberts per primera vegada a la proteïna Kelch, d’on radica el seu nom. Els dominis Kelch es caracteritzen perquè les seves làmines beta es presenten disposades formant una cavitat que facilita la interacció amb altres proteïnes o molècules, per tant, és un domini essencial per a la formació de complexos proteics.

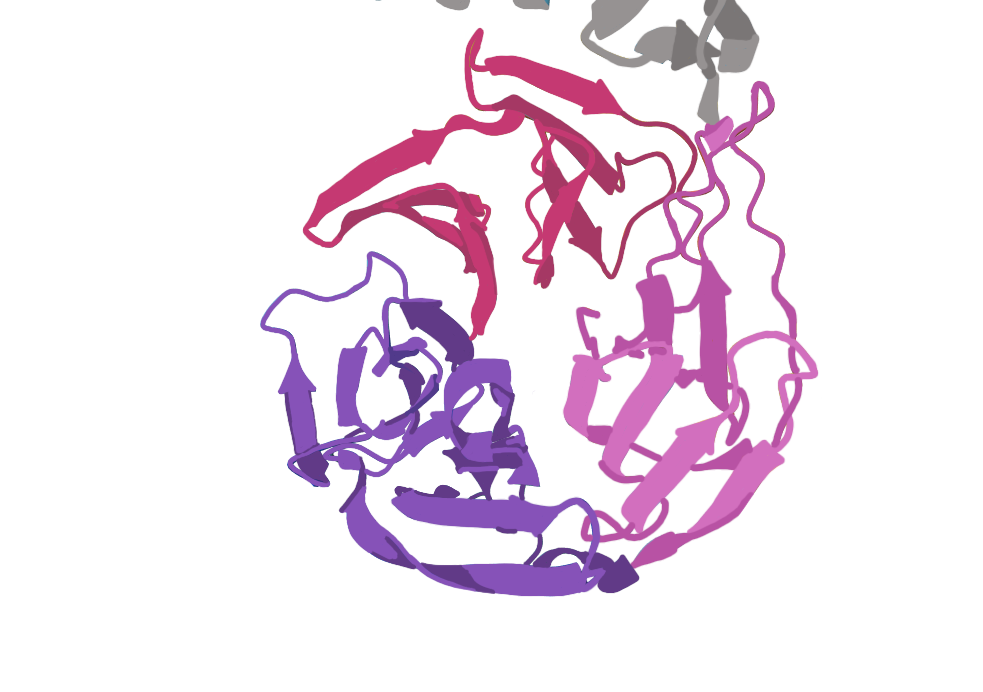
Dominis Kelch KBTBD4

Aquest dominis es presenten principalment a les proteïnes que intervenen en el transport intracel·lular, el cicle cel·lular, la resposta a l’estrès o la degradació proteica, com és el cas de KBTBD4 o d'altres com l’actina, que li permeten reaccionar a estímuls.

#### Domini BTB
L’estructura de KBTBD4 es caracteritza principalment per contenir un domini BTB (Broad-Complex, TramTrack, Bric-a-Brac), un domini proteic altament conservat present a diverses cèl·lules eucariotes i originat a partir de la família de proteïnes Broad-Complex.

El domini BTB és característic per contenir uns 120 aminoàcids que formen una superposició tridimensional composta per cinc hèlixs alfa i tres làmines beta. L’estructura tridimensional del domini BTB conté un patró típic caracteritzat per formar un lloc d’unió i interacció. Per aquest motiu, es tracta d'un domini d'interacció proteïna-proteïna, especialitzat en la síntesi de dímers proteics i la interacció en la ubiqüitinització de proteïnes, convertint-la en una regió de la biomolècula que permet la interacció o unió amb altres proteïnes específiques. 

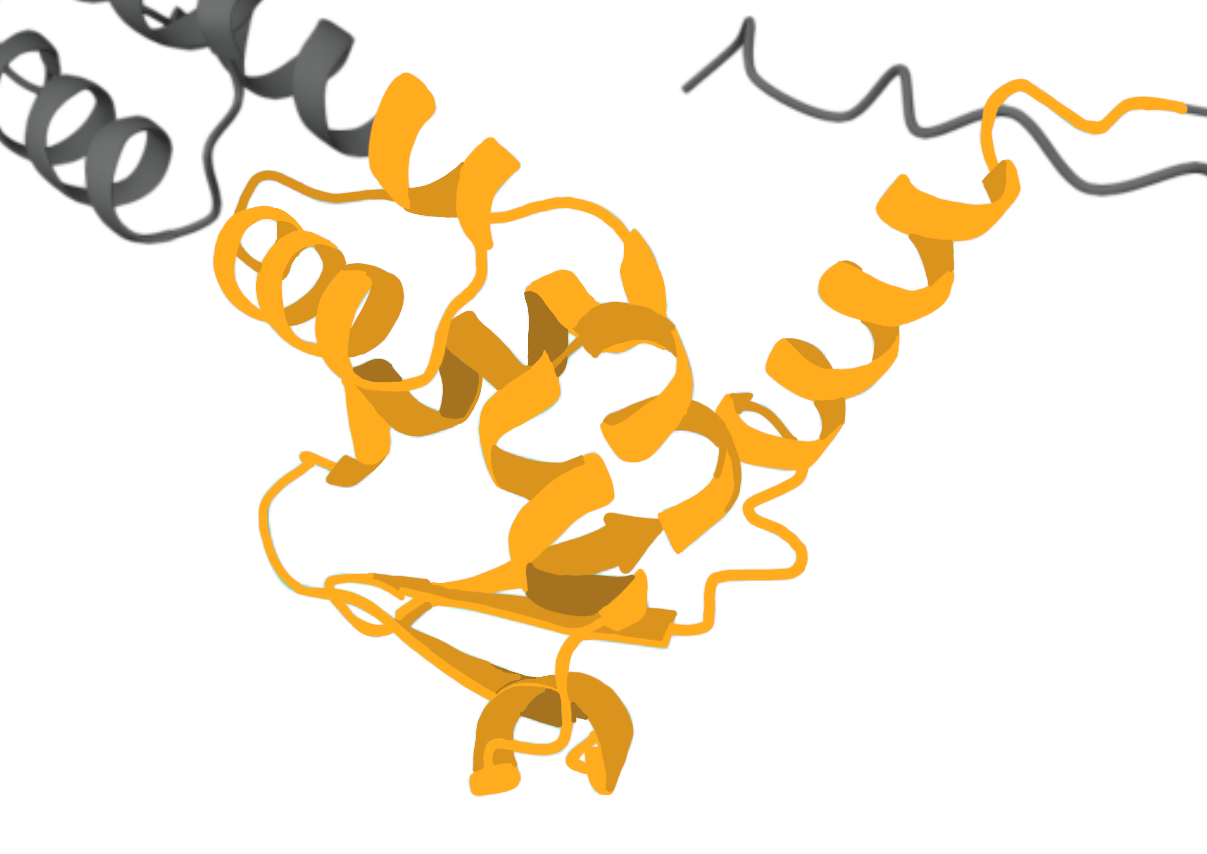
Representació del domini BTB de la proteïna KBTBD4

La seva funció principal és la regulació de la ubiqüitinització de les proteïnes, perquè permet formar el complex E3 Ligasa, encarregat de facilitar la transferència de l’ubiqüitina a les proteïnes diana per a la seva degradació al proteasoma. Es tracta d’un mecanisme crucial per mantenir l’homeòstasi cel·lular. D’altra banda, també és un complex proteic que permet la regulació de la transcripció y senyalització cel·lular, ja que actuen amb factors de transcripció genètica que permeten la regulació d’expressió de gens relacionats amb la diferenciació cel·lular, el cicle cel·lular i les respostes a l’estrès.
Cal destacar que l’extrem C-terminal de KBTBD4 es troba menys conservat i està implicat en facilitar la interacció amb proteïnes de la maquinària de la degradació cel·lular. S'està estudiant la possible implicació d’aquesta regió de KBTBD4 unida a CUL3 (Cullin 3), formant un complex Ligasa E3, en la ubiqüitinització de les proteïnes diana que han de ser redirigides al proteasoma.

## Localització cel·lular
La localització intracel·lular de KBTBD4 és un aspecte clau per entendre la seva funció i importància a l'interior de la cèl·lula. Com que la seva funció es troba principalment implicada en la regulació de la degradació de proteïnes a través del sistema d’ubiqüitinització, KBTBD4 presenta diverses localitzacions segons on hagi d’actuar.
Per aquest motiu, KBTBD4 es troba principalment al citoplasma (on es realitza la major part de la degradació proteica); tot i això, també la podem trobar no tan habitualment, i en menors quantitats, a l'interior de vesícules cel·lulars i al nucli. Al citoplasma exerceix la seva funció principal: la participació en la degradació de proteïnes intervenint en el sistema d’ubiqüitinització de les proteïnes diana, ja que el proteasoma i els diversos components del sistema de degradació de proteïnes mal plegades es troben al citosol. D’altra banda, si es troba al nucli, és molt probable que estigui involucrada en la transcripció de proteïnes que intervenen en funcions vitals de la cèl·lula així com la divisió cel·lular, la resposta a l'estrès o la regulació de l'expressió gènica. Finalment, en cas que es trobi a vesícules intracel·lulars, pot participar en el transport intracel·lular.

#### Mecanismes de regulació de la localització de KBTBD4
La localització de KBTBD4 és regulada per diversos mecanismes que controlen la seva translocació entre el nucli i el citoplasma, a més a més de regular la seva interacció amb altres proteïnes. És molt probable que modificacions post-traduccionals com la fosforilació de KBTBD4 senyalitzin la destinació subcel·lular de la proteïna i, a més a més, la seva localització és regulada per la seva interacció amb els factors de transcripció (si es troba en el nucli) o amb els factors d’ubiqüitinització (si es troba en el citosol).

## Funcions
La KBTBD4 duu a terme dues funcions: participa en la degradació de proteïnes al proteasoma i en l'expansió i autorenovació de cèl·lules mare hematopoètiques.

#### Degradació de proteïnes
La seva funció principal és participar en la degradació de proteïnes específiques, gràcies a la seva interacció amb el complex ubiqüitina ligasa E3 BCR, el qual s'encarrega d’unir la ubiqüitina a la proteïna. El terme BCR descriu els components que el formen: BTB (domini que permet la interacció amb la proteïna que s'ha de degradar), CUL3 (actua com a suport per facilitar la interacció) i RBX-1 (facilita la transferència de la ubiqüitina a la proteïna). La proteïna KBTBD4, que té el domini BTB, correspondria al que es coneix com l’adaptador del complex, la qual cosa vol dir que funciona d’intermediari entre la proteïna que s'ha de degradar i el complex, facilitant així la unió de la ligasa E3 a la proteïna.
Algunes de les proteïnes marcades per a la degradació pel complex ubiqüitina ligasa E3 BCR són les del CoREST (Complex of RE1-Silencing Transcription Factor). Aquest complex està format per diverses proteïnes entre les quals trobem RCOR1, KDM1A/LSD1 i HDAC2, i s'encarrega de regular la transcripció genètica, la repressió de gens (favorable pel desenvolupament i diferenciació cel·lular) i de la modificació d'histones, modulant així la forma de la cromatina. A més a més, està implicat en certes malalties entre les quals trobem el càncer, trastorns neurològics i malalties metabòliques.
El paper de la KBTBD4 és col·locar correctament el substrat, que serien les proteïnes del complex CoREST, perquè l'enzim E2, que trasporta la ubiqüitina, pugui transferir-la correctament i així marcar les proteïnes per degradar-les al proteasoma, el qual reconeix la ubiqüitina i inicia el procés de degradació. Realment, la proteïna "objectiu" de KBTBD4 és la RCOR1, però també es degraden les altres dues que conformen el CoREST (KDM1A/LSD1 i HDAC2) perquè depenen de la primera en la seva estabilitat.
Com que KBTBD4 indueix la degradació d'aquestes proteïnes, diem que actua indirectament en la regulació de la transcripció de gens. A més a més, el fet de degradar aquestes proteïnes afecta la repressió de gens i, per tant, el desenvolupament, resposta a l'estrès i homeòstasi cel·lular.
Aquest mateix procés es repeteix amb les proteïnes RCOR3, MIER2 i MIER3, les quals són reconegudes per KBTBD4 gràcies al domini ELM2, present a les seves estructures.

#### Expansió i autorenovació de cèl·lules mare
La KBTBD4 té un paper important en la renovació de les cèl·lules mare hematopoètiques (HSC). Aquestes cèl·lules es poden transformar en qualsevol tipus de cèl·lula sanguínia i no es poden autorenovar quan son cultivades ex vivo, de manera que perden la seva funció. Per tal de recuperar la capacitat d'autorenovar-se, s'indueix la degradació de les proteïnes que conformen el complex CoREST (principal funció de KBTBD4), especialment de la LSD1, que desmetila histones afectant la cromatina de les cèl·lules mare. Un cop s'ha degradat, es restableixen les marques epigenètiques (H3K4me2 i H3K27ac) necessàries perquè les HSC recuperin la seva capacitat d'autorenovació.
En aquest procés, també participa l'agonista UM171, la funció del qual és estimular l'autorenovació de les HSC cultivades ex vivo. En aquest context, a més a més de promoure la degradació de LSD1, modulant el complex del qual forma part, activa el complex CRL3 per degradar a través d'ell la proteïna KBTBD4 i així facilitar indirectament la degradació de LSD1 que és el principal repressor transcripcional i desmetilador d'histones.

## Malalties associades
La proteïna KBTBD4 forma part de diversos processos cel·lulars de gran importància així com la ubiqüitinització de proteïnes per a la seva degradació, la regulació del cicle cel·lular o la resposta a l’estrès. Tot i que KBTBD4 no ha estat associada a múltiples malalties, la seva funcionalitat suggereix que una possible mutació o disfuncionalitat de KBTBD4 contribueix a diverses patologies relacionades amb el desequilibri del sistema de degradació proteica o el control cel·lular.

#### Malalties neurodegeneratives
El vincle entre KBTBD4 i aquest tipus de malalties radica en el seu important paper en el mecanisme de degradació de les proteïnes. La ubiquitinització, lligada amb el complex CUL3, protagonitzen un paper vital per evitar l’acumulació de proteïnes mal plegades o mal formades que poden presentar efectes tòxics per la cèl·lula.
Diversos trastorns neurodegeneratius, així com la malaltia d'Alzheimer o el parkinsonisme, presenten una acumulació de proteïnes mal plegades com la Beta amiloide (en el cas de l’Alzheimer) o la proteïna alfa-sinucleïna (en el Parkinson), que presenta una gran probabilitat d'estar vinculada a un mal funcionament del sistema d’ubiquitinització i degradació d’aquestes proteïnes defectuoses. La disfuncionalitat de KBTBD4, a causa de la seva intervenció en el sistema d’ubiquitinització, podria augmentar la probabilitat de desenvolupar aquests trastorns.

#### Càncer
De la mateixa manera, la ubiqüitinització de les proteïnes mal plegades per a la seva degradació presenta una gran importància per la regulació del cicle cel·lular i per l’eliminació de diverses proteïnes oncògenes que contribueixen i inciten la proliferació descontrolada del tumor. La disfuncionalitat del complex E3 ligasa, format per la unió de KBTBD4 i CUL3, podria estar implicada profundament en el descontrol del cicle cel·lular i la reproducció del tumor al llarg del teixit de l’organisme (a causa de la seva funció de regulació de la ubiqüitinització de proteïnes diana).
Cal destacar que diversos estudis preliminars detecten que la desregulació de proteïnes que intervenen en la ubiqüitinització es pot vincular amb l’aparició de diversos tipus de càncer, així com el càncer de mama, càncer de còlon i leucèmies. D’aquesta manera, la desregulació o disfuncionalitat de KBTBD4 podria afectar la correcta eliminació de proteïnes reguladores del cicle cel·lular, contribuint així a l’aparició d’un oncogèn i, posteriorment, un tumor cancerós.

#### Malalties cardiovasculars
Actualment, s'ha iniciat l’estudi de la relació entre les malalties o deficiències cardiovasculars amb la disfuncionalitat o mutacions de proteïnes amb dominis BTB, així com KBTBD4. Aquestes proteïnes amb el domini BTB es veuen implicades en la regulació del cicle cel·lular i la seva resposta davant l’estrès cel·lular. S'ha detectat que la disfuncionalitat d’aquesta regulació pot contribuir a la insuficiència cardíaca, la qual és una condició característica en què les cèl·lules del teixit cardíac del cor augmenten el seu volum notòriament per l’acumulació de proteïnes mal plegades, a causa de la disfuncionalitat de la resposta davant l’estrès cel·lular i el sistema de degradació de proteïnes no funcionals. Tot i que els estudis de KBTBD4 encara no són gaire extensos, la influència d'altres proteïnes amb domini BTB senyala que podria tenir un paper indirecte en la generació de patologies cardiovasculars.
Malalties poc comunes
L’alteració de KBTBD4 es troba implicada en diverses malalties poc comunes, que es generen per la disfuncionalitat del sistema proteosòmic de degradació de les proteïnes mal plegades. Aquestes malalties es caracteritzen per l’acumulació tòxica de proteïnes no funcionals per l'escassa efectivitat del proteasoma, a causa d’un error en el sistema de relació ubiqüitina-proteïna, que poden afectar diversos teixits i òrgans de l’individu. La disfuncionalitat de KBTBD4 pot engreujar aquestes condicions.